# Antequerinae
Antequerinae is een onderfamilie van vlinders uit de familie prachtmotten (Cosmopterigidae).

## Geslachten
- Antequera Clarke, 1941
- Alloclita Staudinger, 1859
- Chalcocolona Meyrick, 1921
- Cnemidolophus Walsingham, 1881
- Euclemensia Grote, 1878
- Gibeauxiella Koster & Sinev, 2003
- Limnaecia Stainton, 1851
- Macrobathra Meyrick, 1883
- Meleonoma Meyrick, 1914
- Pancalia Stephens, 1829
- Phosphaticola Viette, 1951